# Mario Alverà
Mario Alverà (* 1882 in Venedig; † 1945) war von 1930 bis 1938 Podestà Venedigs, also nicht gewählter (Sindaco), sondern von den Faschisten ernannter Bürgermeister. Mit ihm kam 1930 ein verlässlicher Anhänger des faschistischen Regimes Mussolinis in das Amt des Podestà.

## Leben

### Studium der Rechte in Padua, Aufstieg
Alverà studierte Rechtswissenschaft an der Universität Padua.
Der 1882 geborene Venezianer und Kaufmann war Socius der Familie Ratti in ihrem Eisenwarengeschäft. 1914 wurde er in die Administration auf der Liste der von Grimani geführten moderat-klerikalen Gruppe gewählt. Dort spielte er eine Rolle in den kommunalen Wirtschaftsinstitutionen. Er war einer der ersten, die Geld in die von Giuseppe Volpi in Porto Marghera gegründete Gesellschaft investierten. Ab 1922 bekleidete er bedeutende Positionen in der Handelskammer.

### Erste Amtszeit (1930–1935), Verhältnis zu Volpi und dem Gruppo veneziano
1928 wurde er Präsident der Wirtschaftssektion im Consiglio provinciale dell'economia und im selben Jahr wurde er Sindaco der Federazione provinciale des Partito Nazionale Fascista. Er behielt daneben Zugang zu katholischen Kreisen, zu den bedeutenden städtischen Familien, aber auch zum Königshof.

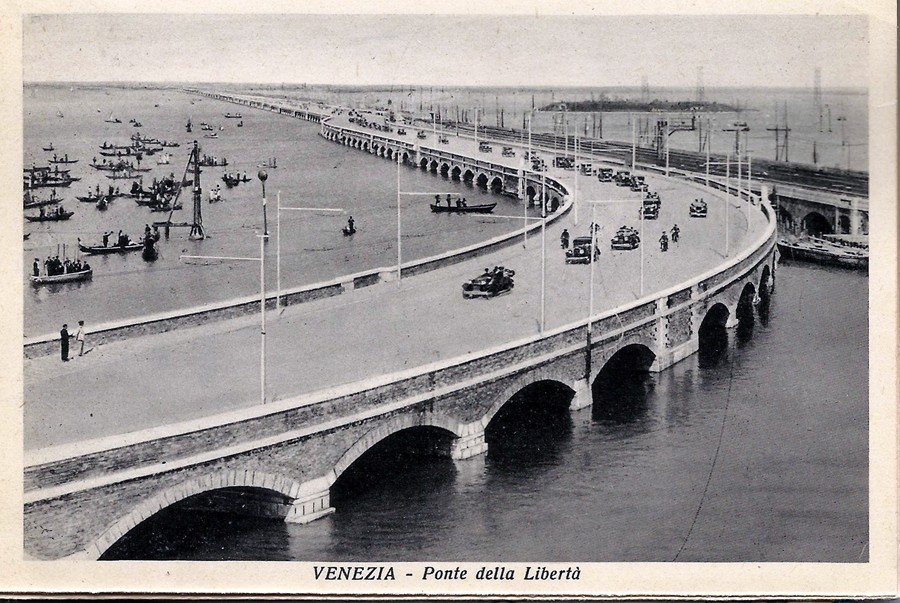
Einweihung des Ponte del Littorio, des später Freiheitsbrücke genannten Bauwerks am 25. April 1933 in Anwesenheit Mussolinis; 1946 gedruckte Postkarte, die ein Foto von 1933 trägt. Der Bau war 1931 unter Federführung von Eugenio Miozzi begonnen worden.

Neben dem am 26. Juni 1930 beschlossenen Ausbau der Eisenbahnbrücke für den Autoverkehr, die Venedig mit dem Festland verband, verfolgte Alverà weitere Ziele Giuseppe Volpis. 1930 bestand die Consulta comunale, das Gremium, das unter den Faschisten den Stadtrat ersetzte, aus 32 ernannten Personen, zu denen Vittorio Cini und Gino Damerini zählten. Die übrigen waren Wirtschaftsvertreter und Faschisten. Der Präfekt Giovanni Bianchetti, der sich von Juli 1929 bis September 1933 in der Stadt aufhielt, forderte ein Ende der fruchtlosen Konflikte, andere forderten konkreter den Bau der Brücke zum Festland, eine Wasserversorgung über ein Aquädukt, einen Schlachthof, die Stärkung der touristischen Strukturen des Lido.
Doch die ersten vier Amtsjahre Alveràs waren eher von der Konsolidierung des städtischen Haushalts geprägt, erst die zweiten vier Jahre sahen die Umsetzung einiger Projekte. Der Richtungswechsel vollzog sich innerhalb der faschistischen Partei mit der Ernennung von Michele Pascolato zum Führer der Partei und der Ernennung der dritten Consulta municipale am 30. Januar 1935. Zugleich beendeten sie letztendlich die Ära der fast uneingeschränkten Herrschaft Volpis über die Stadt.
Zunächst aber verfügte die Stadt weder über finanzielle Reserven noch über einen ausreichenden Zugang zum Kreditmarkt, zudem mangelte es an Einnahmen. Mit der Eingemeindung von Mestre verbesserte sich die Einnahmesituation trotz der Folgen der Weltwirtschaftskrise. Hingegen brachte Porto Marghera entgegen den Versprechungen seiner Befürworter wenig ein. Auch überstiegen die Kosten für die Industriezone auf dem Festland bei Weitem die Einnahmen.
Zudem konnte sich Alverà nicht gegen Parteiinteressen durchsetzen, wenn es um die Einführung einer Steuerliste für die Finanzbehörden oder die Kosten der Krankenhäuser ging. Als Projekte verfolgte Alverà weiterhin Regulierungen zu Mestre ab 1934, den Bau des neuen Schlachthofes, die Wiederherstellung der Kanäle, Schulbauten und die Renovierung des historischen Zentrums. 1933 wurde der Rio Nuovo fertiggestellt, der nun vom Piazzale Roma, dem Hauptparkplatz für PKWs, bis an den Canal Grande bei der Ca’ Foscari reichte, dann die Holzbrücke an der Accademia. 1934 wurde der 1932 begonnene Ponte degli Scalzi fertiggestellt, wie die Brücke zum Festland unter Leitung von Eugenio Miozzi. Auch versuchte man das gravierende Problem der Arbeitslosigkeit anzugehen, kritisiert wurde die Bürokratisierung und Tertiarisierung der Stadt.
1934 gelang es, einen ausgeglichenen Haushalt zu präsentieren. Eine Untersuchung unter Federführung von Raffaello Vivante ergab jedoch, dass die Lebenssituation in der Stadt katastrophal war. Mit einem Sondergesetz mit Bestimmungen „zur Rettung des lagunaren und monumentalen Charakters Venedigs“ versuchte Alverà diese Probleme anzugehen.

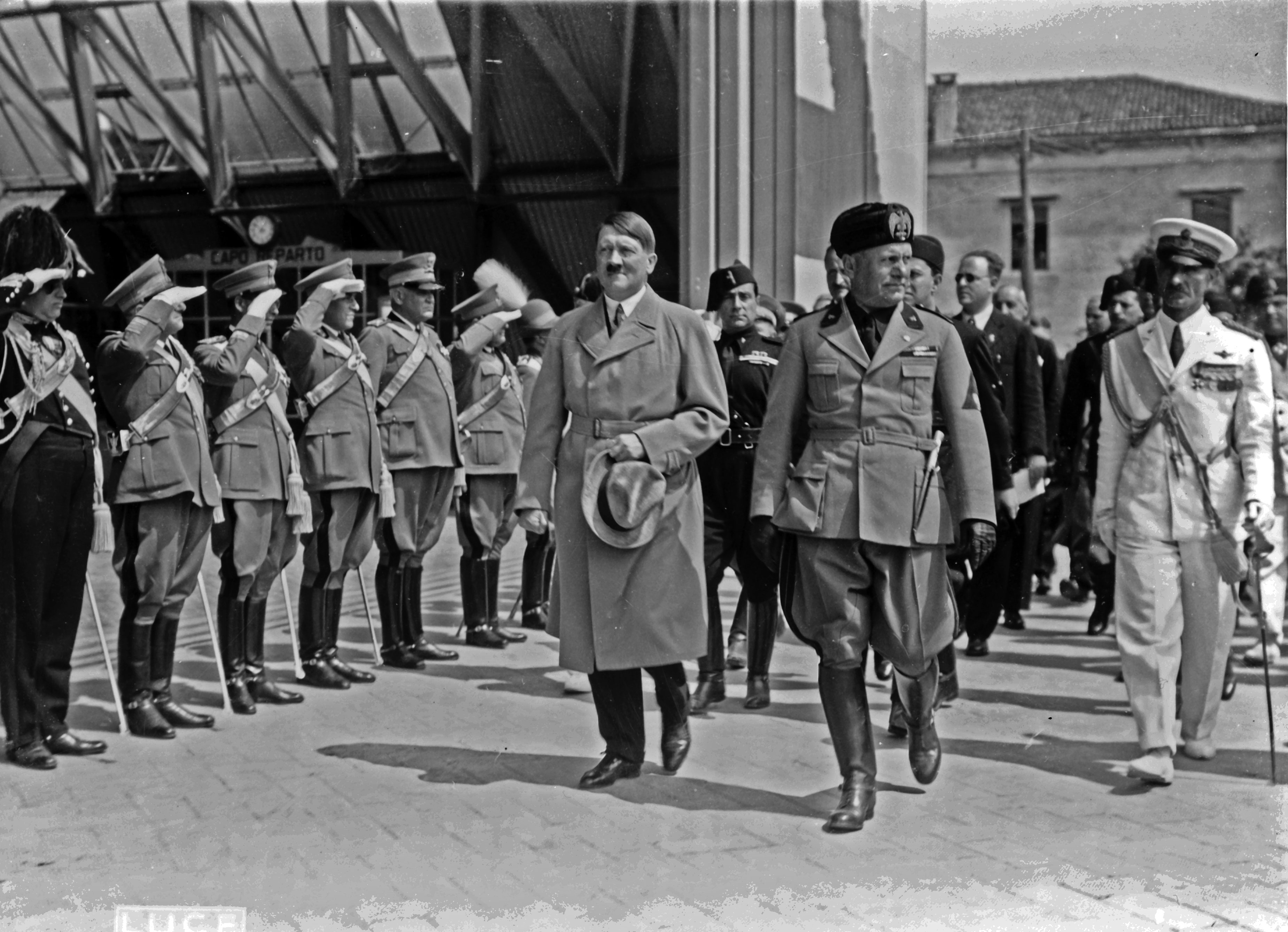
Besuch Mussolinis und Hitlers 1934

Nach dem Besuch Mussolinis (und Hitlers) im Juni 1934 plante man ein Spielcasino. Neben dem Haushalt, der sich stabilisierte, gelang es dem Podestà, den alles beherrschenden Einfluss Volpis, des „Dogen im schwarzen Hemd“ zurückzudrängen. Dieser hatte seinen Einfluss geltend gemacht, um aus dem Festland eine rohe Industriezone unter den korporatistischen Bedingungen des Regimes zu machen, also praktisch ohne Interessenvertretung der Arbeiterschaft, und gleichzeitig aus dem historischen Zentrum eine deindustrialisierte Kulturmetropole, in der er seine Tourismus- und Hotelgeschäfte betreiben konnte. Nachdem er 1930 die Leitung der Festlandsangelegenheiten an Vittorio Cini abgegeben hatte, wurde er Präsident der Biennale. Bald entstand das Festival der Gegenwartsmusik, die Biennale des Films (1932) und die des Theaters (1934). 1934 wurde Volpi Präsident des Industriellenverbandes. Im selben Jahr stand Volpi auf dem Höhepunkt seiner Macht. Über den Sekretär Pascolato kontrollierte er sogar die Faschisten.
Hingegen wechselten in der faschistischen Partei 1934 erneut die führenden Köpfe. Giorgio Suppiej wurde durch Michele Pascolato ersetzt, der 1907 in Venedig geboren worden war. Seit 1921 Parteimitglied, stieg er bis in das direttorio nazionale auf. Die Faschisten konnten auf 8.500 Mitglieder in der Stadt zurückgreifen, die in 46 Fasci di combattimento und 15 Sestiere-Gruppen gegliedert waren, dann 1.615 Faschistinnen, 1.000 Studenten und 8.000 junge Faschisten. 179.852 Personen waren in faschistischen Korporationen registriert, was 31 % der Bevölkerung der Provinz entsprach.

### Zweite Amtszeit (1935–1938)
Am 30. Januar 1935 begann der zweite Podestat Alveràs. Es vurden zwei Vize-Podestà ernannt, von denen Vilfredo Casellati ein Parteigänger Volpis war, während Leonida Macciotta Spezialist für Verwaltungsrecht und Mitarbeiter der Rivista Amministrativa war, und eine neue Consulta municipale, die aus 36 statt 32 Mitgliedern bestand. Von den bisherigen Beratern blieb nur Domenico Ceccon, Repräsentant der mächtigen Unione fascista dei commercianti. In der neuen Consulta saßen nun Männer wie Vittorio Umberto Fantucci (er plante den Ausbau der Brücke zum Festland) und Giorgio Suppiej, dazu Parteiaufsteiger wie Giovanni Marcello, Paolo Foscari und Alessandro Brass. Weitere Mitglieder, wie Michele Ricci, vom Sindacato delle imprese elettriche, der die Elektrounternehmen vertrat, oder Francesco Villabruna, Präsident der Unione provinciale fascista degli industriali, hatten das Potenzial, einen Gegenpol gegen die Volpianer zu bilden.
Alverà verfolgte weiterhin eine Politik des Haushaltsausgleichs. Regulierungen zu den Gondolieri oder zur Gasversorgung folgten, 1936 konnte er hoffen, sein Ziel zu erreichen. So konnte er 1937 die Steuern auf Konsumgüter senken, doch war die Entscheidungsgrundlage eher eine politische als eine fiskalische, denn der Haushalt war keineswegs ausgeglichen. Im Februar 1935 erfolgte der Kauf des Fenice-Theaters, am 30. Juni 1936 wurde die Einrichtung eines Spielkasinos verkündet. 1924 hatte noch Davide Giordano, der seinerzeitige Podestà, zusammen mit der Kurie eine solche Einrichtung bekämpft.
Die Compagnia Italiana Grandi Alberghi unter Volpis Leitung befürwortete den Lido als Standort für das Kasino, denn sie besaß dort eine Reihe großer Hotels. Der Podestà hingegen präferierte einen Standort in der Altstadt. Darüber kam es innerhalb der Partei zu heftigen Auseinandersetzungen. Man versuchte, sich auf einen winterlichen Standort im Zentrum und auf einen sommerlichen auf dem Lido zu einigen. Am 1. August 1936 eröffnete das Haus im Hotel Excelsior auf dem Lido, doch Alverà verfolgte weiterhin seine Zentrumspläne.
Schon im Juni 1936 wurde das Ridotto, das Casino des 18. Jahrhunderts, ein Anhang des Palazzo Giustiniani. Rund 2 Millionen Lire aus dem ehemaligen Hotel Europa wurden 1937 dafür angekündigt. Doch nun begann die Gegenoffensive der Lido-Befürworter. Die Compagnia Italiana Grandi Alberghi versuchte über ihren Berater Alfredo Campione das Vorhaben zu blockieren. Volpis Gesellschaft bot der Stadt einen Teil des Excelsior zu einem extrem günstigen Preis an, während Vizepodestà Brass in der Sitzung am 20. Januar 1937 verlangte, dass das für das Casino vorgesehene Geld für Pferderennbahnen oder ein Schwimmbad investiert werden sollte, um den amtierenden Podestà in Schwierigkeiten zu bringen. Mussolini ordnete wenige Tage später den Standort auf dem Lido an.
Der Kampf innerhalb der Partei setzte sich dennoch fort. Die Beziehungen zwischen dem Präfekten, dem Senator Giuseppe Carlo Catalano und dem Podestà waren äußerst gespannt. Zugleich verstärkte sich der Zugriff der Faschisten auf die Kommunen. Mussolinis Partei beherrschte zunehmend die Gesellschaft im Sinne des Totalitarismus und es begann eine ideologische Offensive. Sie verlangte dementsprechend zunehmend die Kontrolle über die zu erwartenden Einnahmen, agierte vor allem im Sport- und Freizeitbereich, in den entsprechende Mittel flossen. Dort wurde dementsprechend im Sinne der Faschisten Propaganda betrieben.
Solange Alverà einen annähernd ausgeglichenen Haushalt vorlegen konnte, wie 1936, blieb seine Stellung trotz allem stabil. Doch bereits 1937 gingen die Einnahmen zurück, während die Ausgaben stiegen, darunter die für das Casino. Ein wichtiges Instrument, um Einfluss auszuüben, das die Faschisten unter ihre Kontrolle brachten, war die Liste der zu unterstützenden Armen. Während 1934 erst 32.000 Venezianer hierin eingetragen waren, stieg deren Zahl im folgenden Jahr auf 38.000 und 1937 sogar auf 43.000. Damit konnte die Partei als Wohltäterin auftreten.
Im Februar 1938 wurde Alessandro Brass zum Vize-Podestà ernannt, der seit 1928 Präsident der Ente sportivo fascista war. Er betonte die angebliche Verbürgerlichung des Faschismus, womit der Angriff auf den Podestà begann. Volpi erwarb inzwischen die wichtigste Tageszeitung, Il Gazzettino, endgültig im März 1939. Brass und eine wachsende Zahl von Amtsträgern griffen Alverà wegen der schlechten Haushaltslage an, ein Bericht offenbarte die problematische Situation. Am 14. August 1938 erschien der erste, als Brief aus Venedig ausgegebene Angriff gegen den Podestà im Regime Fascista, der Zeitung Roberto Farinaccis, des Parteisekretärs, während die Parteileitung unter Pascolato gelobt wurde. Nun forderte der Vizepodestà den Präfekten dazu auf, das Ansehen des Podestats zu schützen, was einer kaum verklausulierten Forderung nach Absetzung Alveràs entsprach. Die faschistische Partei, seit Oktober 1937 von Lodovico Foscari geführt, hatte bereits entschieden, Alverà durch Giovanni Marcello zu ersetzen, der bereits als bedeutendster Widersacher des Podestàs galt.
Tatsächlich wurde Giovanni Marcello am 5. September 1938 zum Podestà ernannt. Er blieb bis zum 9. Januar 1941 im Amt, dem Tag, als er zurücktrat. Er entstammte dem Zweig von San Polo der adligen Familien, also dem der Marcello-Grimani. Wenige Monate später, am 17. November, wurden die faschistischen Rassengesetze verabschiedet.